# コノハミドリガイ
コノハミドリガイ (木の葉緑貝, 学名 Elysia marginata)は緑藻上に生息する貝殻をもたない軟体動物で、嚢舌目に属するチドリミドリガイ科の一種。雌雄同体。

## 形態
体長約2cm。木の葉を餃子のように折りたたんだような形で体側に黒色や白色の斑点が多数ある。体の色は変化があり、秋に緑色、春に白色の個体が多くなることが観察されており、餌のハネモの生育状況や1年周期の成長サイクルと関係がある。側足の上方周縁は黒色と橙色で縁取られ、前方に突き出した触角の先端は橙色。歯舌は鉤針のような形。歯舌を収納する袋を持つ点や、鰓が認められない点で狭義のウミウシとは異なる。

## 生態
ハネモ(Bryopsis)などの緑藻の液汁を吸引して食べる。摂取した葉緑体を体内に蓄えて、光合成で栄養分を得る(盗葉緑体現象)。葉緑体の取り込み度合いによって体色が変化する。微小な甲殻類のカイアシ類(Copepoda)に寄生されることがあり、その際に首から下を自切して頭部と体に分かれる。頭部から体が徐々に形成され、寄生を受けていない体を再生する一方で、切り取られた体側からは頭部は生えてこない。雌雄同体で、ペニスを相手の皮膚に突き刺して精子を送り込む。側足と使って泳ぐことができる。

## 分布
インド洋-西太平洋の浅海に分布する。日本では青森県艫作崎(へなしざき)以南と相模湾以西で見られる。

## 類似の種
カリブ海産の類似種はElysia ornataと呼ばれ、本種とは区別されるようになった。